# Sinfonía de una vida
Sinfonía de la Vida (en inglés: Symphony of Life) es una película musical mexicana de 1946 dirigida por Celestino Gorostiza y protagonizada por Roberto Cañedo y Alma Delia Fuentes. Esta película marca el debut cinematográfico de la actriz Alma Delia Fuentes.

## Elenco
- Jorge Arriaga
- Luis G. Barreiro
- Clifford Carr
- Roberto Cañedo
- Mary Christy: cantante
- Roberto Corell
- Gloria Cossío: cantante
- Pituka de Foronda
- Manuel Dondé
- Alma Delia Fuentes
- Rubén de Fuentes: cantante
- Enrique García Álvarez
- Agustín Isunza
- Óscar Jaimes
- Jorge Landeta
- Ramón G. Larrea
- Miguel Lerdo de Tejada: director de la orquesta
- Héctor Mateos
- Jorge Mondragon
- José Elías Moreno
- Blanca Negri
- Manuel Noriega
- Fernando Ocampo: cantante
- Antonio Palacios
- Francisco Pando
- José Eduardo Pérez
- Salvador Quiroz
- Joaquín Roche hijo
- Alicia Rodríguez
- Luis G. Roldán: cantante
- Josefina Romagnoli
- Fanny Schiller
- Julián Soler
- Ángeles Soler
- José Torvay
- Ramón Vinay: cantante
- Elia Velez
- Fernando Wagner

## Bibliography
Rosa Peralta Gilabert. Manuel Fontanals, escenógrafo: teatro, cine y exilio. Editorial Fundamentos, 2007.